# Bain Montaigne
Le bain Montaigne est un établissement thermal situé à Plombières-les-Bains dans le département français des Vosges en Lorraine.
Les façades et toitures, ainsi que la salle dite des trombes d'eau sont protégés en tant que monument historique depuis 2001.

## Historique

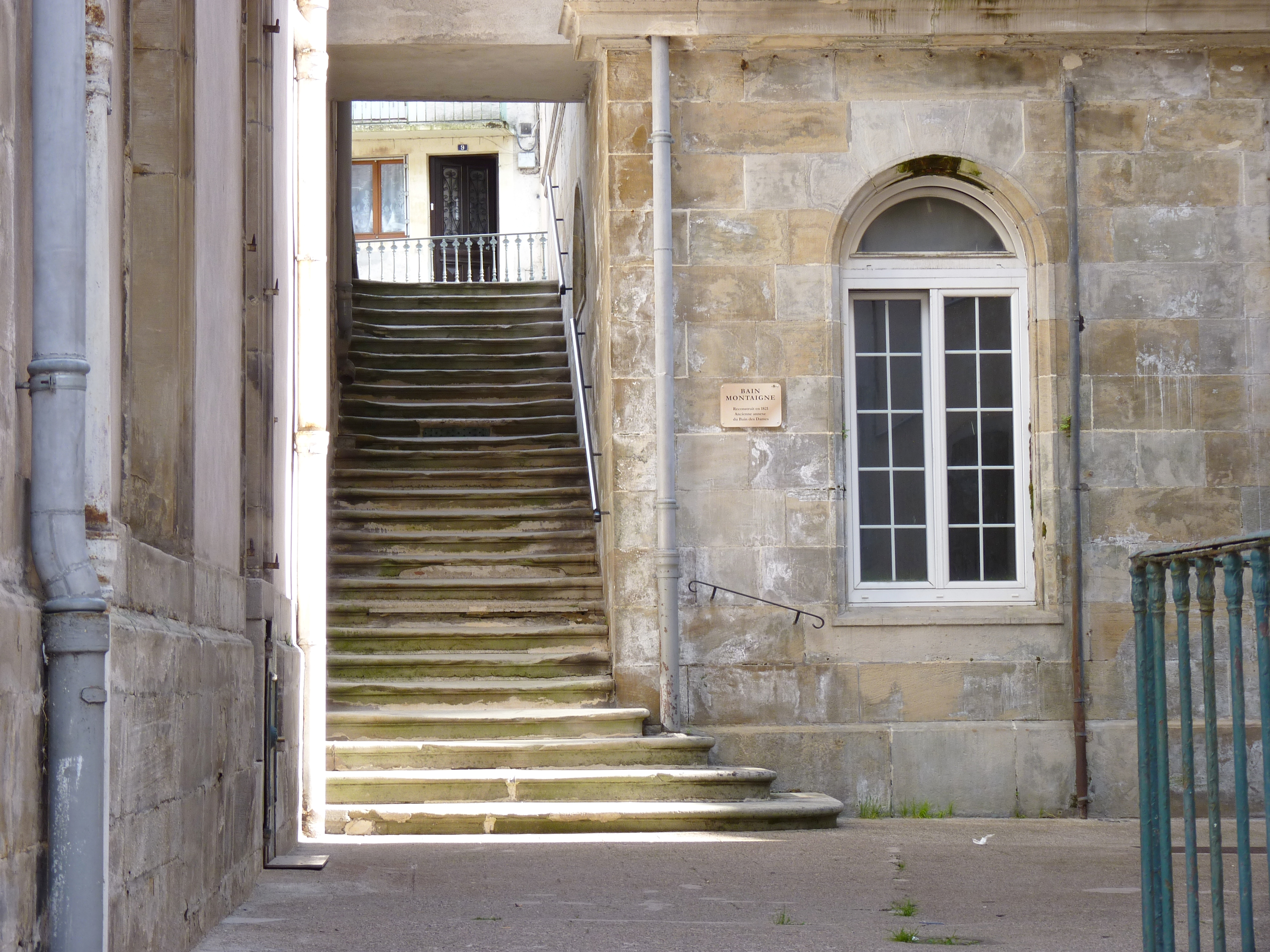
Le passage des Dames entre le Bain Stanislas à gauche et le Bain Montaigne.

Le Bain Montaigne est attesté dès 1821, il fait alors fonction d'annexe thermale au bain des Dames. Une reconstruction fut effectuée en 1843 sur un projet de l'architecte Nicolas Grillot.

## Architecture
Le bâtiment, de plan rectangulaire, est construit en pierre de taille de grès vosgien multicolore. Il est séparé du Bain Stanislas par le passage des Dames.
Le sous-sol, à fonction originelle d'hypocauste, a conservé sa structure initiale, cloisonné de dalles de grès verticales délimitant quatre vaisseaux de trois travées qui portent le dallage du rez-de-chaussée. Dans le mur du fond du rez-de-chaussée, apparaît le béton romain en élévation. Dans les première et troisième travées du vaisseau gauche, sont creusés deux bassins circulaires en pierre de taille de grès aujourd'hui revêtus de marbre.